# Степок (Черкаський район)
Степок — селище в Україні, у Черкаському районі Черкаської області, у складі Ротмістрівської сільської громади. У селі мешкає 5 людей.

## Населення

### Мова
Розподіл населення за рідною мовою за даними перепису 2001 року:
| Мова       | Кількість | Відсоток |
| ---------- | --------- | -------- |
| українська | 5         | 100%     |